# Лелюкинский сельсовет
Лелюкинский сельсовет — административная единица на территории Ивьевского района Гродненской области Республики Беларусь.

## Состав
Лелюкинский сельсовет включает 28 населённых пунктов:
- Байраши — деревня.
- Барово — деревня.
- Чапунь — деревня.
- Большое Барово — деревня.
- Броды — хутор.
- Вильчаши — деревня.
- Галуновичи — деревня.
- Козевичи — деревня.
- Корешеняты — деревня.
- Крупли — деревня.
- Лежневичи — деревня.
- Лелюки — деревня.
- Лотевка — деревня.
- Лугомовичи — деревня.
- Малая Чапунь — деревня.
- Малое Барово — деревня.
- Мишуковичи — деревня.
- Мильва-Березина — деревня.
- Мунцевичи — хутор.
- Миколаево — деревня.
- Новая Березина — деревня.
- Новоселки — деревня.
- Песевичи — деревня.
- Поддуды — деревня.
- Черневичи — деревня.
- Шильвы — деревня.
- Юрковичи — хутор.
- Яськовичи — деревня.

## Производственная сфера
- СПК «Лелюкинский»
- СПК «Лаздунский»

## Социальная сфера
Образование — УПК ДС-СШ, УПК ДС-БШ. Медицина — 4 ФАПа. Культура — 1 СДК, 1 сельская библиотека, 1 библиотека-клуб.

## Памятные места
Воинские захоронения — индивидуальные могилы д. Песевичи, д. Козевичи, братские могилы д. Барово, д. Чапунь.

## Достопримечательности
Церковь Покрова Пресвятой Богородицы в д. Николаево.
Церковь Варвары Великомученицы в д. Чапунь.